# نموذج بالدون-لوماك
نموذج بالدون-لوماك (بالإنجليزية: Baldwin–Lomax model)‏ هو نموذج اضطرابي لمعادلة صفرية يستخدم في تحليل ديناميكي موائعي حسابي لجريان مضطرب الطبقة الحدية.

## روابط خارجية
- نموذج بالدون-لوماك على cfd-online.com